# Bélavár
Bélavár egy község Somogy vármegyében, a Barcsi járásban.

## Fekvése
Közvetlenül a horvát határ mellett fekszik, a Dráva partján, Vízvár és Somogyudvarhely közt, a Barcs-Berzence közti 6801-es út mentén. Légvonalban a legközelebbi város Nagyatád, attól délnyugatra helyezkedik el, de közvetlen összeköttetés nincs a két település között, így könnyebb elérni Bélavárról Csurgót, sőt (az átszállásmentes vasúti kapcsolat miatt) Barcsot is.
Vonattal elérhető a MÁV 60-as számú Gyékényes–Pécs-vasútvonalán, amelynek egy megállási pontja van itt; Bélavár megállóhely közúti elérését a 68 312-es számú mellékút teszi lehetővé.

## Története
Bélavár nevét az 1332-1337 évi pápai tizedjegyzék említette először egyházas helyként. Itt a Dráva mellett egykor vár is állt, melyet a Dráva három oldalról zárt körül. 1399-ben a székesfehérvári káptalan birtoka volt. Az 1469-ben és 1498-ban kelt oklevelek szerint már városi kiváltságokat élvezett. A 15. században is a székesfehérvári káptalané volt. 1531-ben az ország rendjei itt értekezletre gyűltek össze. 1536-ban Török Bálint, 1550-ben Tahy Ferencz birtokában volt. Az 1571. évi török kincstári adólajstromban Bélvár alakban fordult elő, ekkor csak 11 házból állt. 1726-ban őrgróf Turinetti Herkules József Lajos volt a földesura, 1733-tól pedig a Festetics család birtoka volt, a 20. század elején is Festetics Taszilónak volt itt nagyobb birtoka.
1866-ban és 1877-ben a község fele része leégett.

### Bélavár vára
A vár a Dráva három oldalról körülzárt kanyarulatában állt egykor. A hagyomány szerint 1531-ben e várban tartották értekezletüket az ország rendjei. A vár a török megszállás alatt pusztulhatott el; nevezetesebb hadiesemény színhelye azonban nem volt.

## Közélete

### Polgármesterei
- 1990–1994: Ujfalvi Jánosné (független)[3]
- 1994–1998: Ujfalvi Jánosné (független)[4]
- 1998–2002: Ujfalvi Jánosné (független)[5]
- 2002–2006: Ujfalvi Jánosné (független)[6]
- 2006–2010: Ujfalvi Jánosné (független)[7]
- 2010–2011: Ujfalvi Jánosné (független)[8]
- 2011–2014: Pápa László (független)[9]
- 2014–2019: Pápa László (független)[10]
- 2019–2024: Naszvadi László (független)[11]
- 2024– : Naszvadi László (független)[1]

A településen 2011. augusztus 7-én időközi polgármester-választást tartottak, az előző polgármester halála miatt.

## Népesség
A település népességének változása:
| Lakosok száma | 367  | 352  | 342  | 297  | 310  | 294  | 292  |
|               | 2013 | 2014 | 2015 | 2021 | 2022 | 2023 | 2024 |

A 2011-es népszámlálás során a lakosok 93,8%-a magyarnak, 10,8% cigánynak mondta magát (6,2% nem nyilatkozott; a kettős identitások miatt a végösszeg nagyobb lehet 100%-nál). A vallási megoszlás a következő volt: római katolikus 85,2%, református 1,1%, evangélikus 0,3%, felekezet nélküli 4% (8,1% nem nyilatkozott).
2022-ben a lakosság 93,5%-a vallotta magát magyarnak, 23,9% cigánynak, 2,6% németnek, 1,9% horvátnak, 0,3% lengyelnek, 1% egyéb, nem hazai nemzetiségűnek (5,5% nem nyilatkozott; a kettős identitások miatt a végösszeg nagyobb lehet 100%-nál). Vallásuk szerint 72,3% volt római katolikus, 1,3% református, 0,3% izraelita, 1,3% egyéb keresztény, 0,6% egyéb katolikus, 5,8% felekezeten kívüli (18,4% nem válaszolt).

## Nevezetességei
- Bélavár maradványai
- Szent Vid templom. Bélavár, Bajcsy-Zsilinszky u. 18, 7589. 46.121895 N, 17.217231 E. A bélaváriak túlnyomó része a római katolikus felekezethez tartozik, közülük sokan gyakorolják vallásukat, misékre járnak, a fiatalok pedig hittanon vesznek részt. A település temploma 1878-ban épült, az egyházi ügyeket a berzencei esperes látja el.
- https://www.belavari-banyatavak.hu/ A horgászni vágyók nagy örömére Bélaváron több lehetőség is rendelkezésre áll a horgászást, halászást illetően. A település alatt folyik a Dráva, de tavakban sincs hiány (Csíkos, bányatavak). Az ide látogatókat lélegzetelállítóan szép környezet fogadja.  https://www.belavar.hu/kepek/tavak.jpg
- Vén fák tanösvény. Bélavárkülterület 46.129577 N, 17.219802 E   -  A mintegy 2 km hosszú útvonal az ún. Kerékhegy természeti értékeit, tájtörténetét, valamint a Duna-Dráva Nemzeti Park Igazgatóság természetvédelmi célú erdőkezelését mutatja be. Látványosságok az útvonalon: Dél-Dunántúl egyik utolsó homoki bükkös társulása, igazi famatuzsálemekkel, homoki gyep foltok, az egykori legelő emlékét őrző óriási erdei fenyő, amely 429 centiméteres mellmagassági kerületével fajának jelenleg ismert legnagyobb hazai példánya.
- Bélavár határában csúcsosodik a Kerék-hegy, ahol sok helybelinek van szőlője. Bár nem igazán nagy területen gazdálkodnak a szőlészek, mégis finom nedű érlelődik a pincék hordóiban.
- A települést elhagyva, közvetlenül a horvát-magyar határ mellett, erdők és szántóföldek találkozásában a két nemzet közötti erdészbarátság tiszteletére emelt emlékmű tekinthető meg. A kőből valamint fából faragott szoboregyüttes még az ezredforduló előtt, 1999-ben került felavatásra.
- Bélavár környéke gazdag természeti kincsekben: a vad folyó nyújtotta látnivaló mellett itt van a Duna-Dráva Nemzeti Park egy része is, ahol számos érdekes és értékes növénytársulást láthat a túrázó. Az erdőkben és mezőkön ritka madárfajok honosak, ezért nagy részük védettséget élvez.